# Sivatagi pusztaityúk

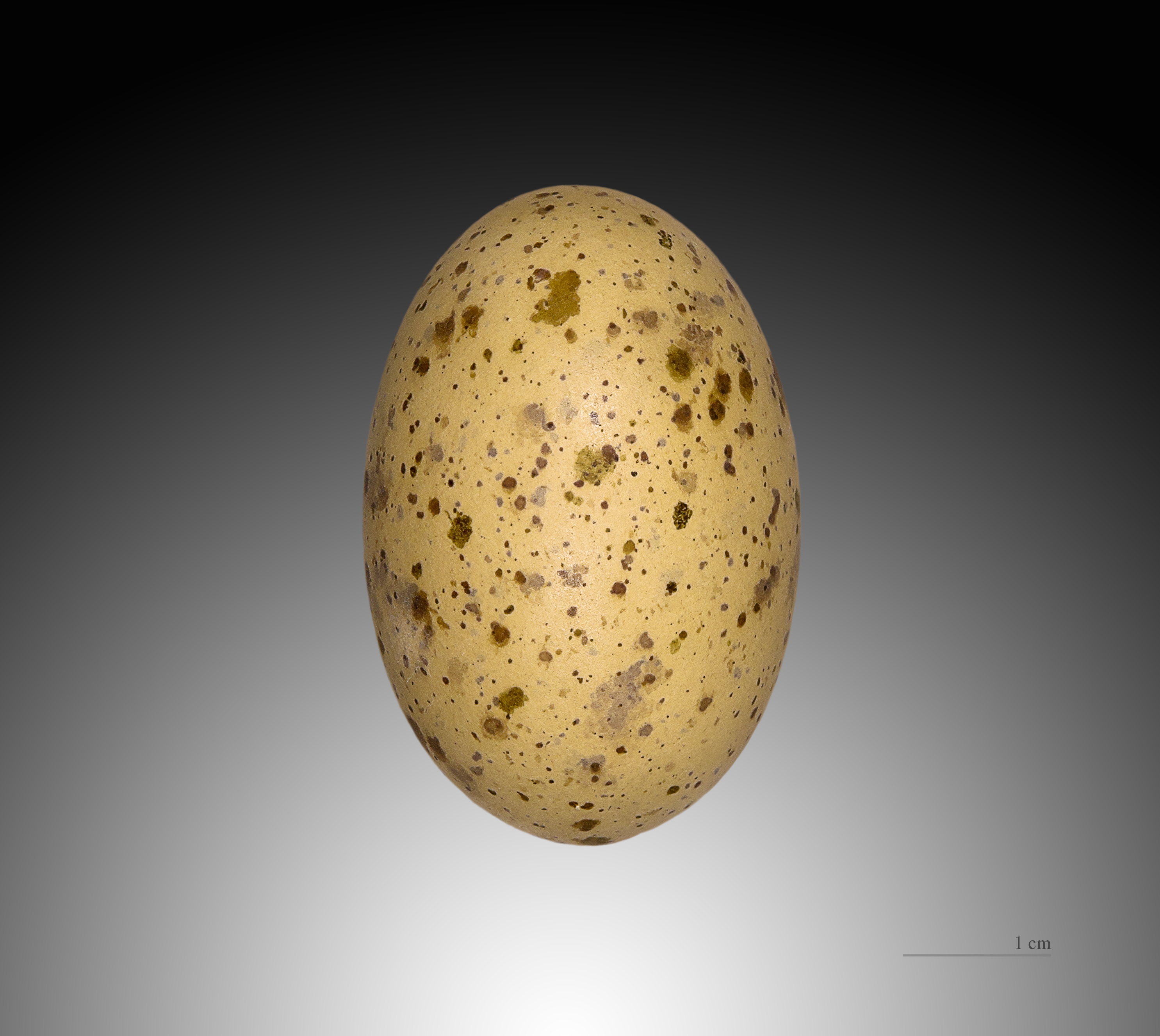
Pterocles senegallus

A sivatagi pusztaityúk (Pterocles senegallus) a madarak (Aves) osztályának pusztaityúk-alakúak (Pteroclidiformes) rendjébe, ezen belül a pusztaityúkfélék (Pteroclididae) családjába tartozó faj.

## Előfordulása
Afganisztán, Dzsibuti, India, Irán, Irak, Omán, Pakisztán, Szaúd-Arábia, Algéria, Csád, Egyiptom, Eritrea, Etiópia, Izrael, Jordánia, Líbia, Mali, Mauritánia, Marokkó, Niger, Szomália, Szudán, Tunézia és Nyugat-Szahara területén honos. Kóborlásai során eljut Olaszországba, Szíriába, Törökországba is.